# Schöpflin Gyula
Schöpflin Gyula (írói álneve: Nagypál István) (Budapest, 1910. augusztus 24. – Sorrento, 2004. június 18.) magyar író, műfordító, diplomata, Schöpflin György apja.

## Életpályája
Szülei: Schöpflin Aladár (1872–1950) és Maderspach Irén (1887–1977) voltak. 1928 és 1932 között a Pázmány Péter Tudományegyetemen folytatott magyar–angol szakos tanulmányokat Eötvös-kollégistaként. Diákként kommunista szervezkedésben vett részt, ezért több hónapi fogházbüntetésre ítélték. 1933 és 1935 között a Révai Könyvkiadó lektora volt. 1938-tól 1944-ig a Budakalászi Textilművek tisztviselőjeként dolgozott. Regényeit, elbeszéléseit, esszéit a Nyugat, a Századunk és a Gondolat Könyvkiadó jelentette meg. 1945 és 1949 között a Magyar Rádió műsorigazgatója volt. 1949–1950-ben stockholmi, oslói és koppenhágai követ volt. 1950-ben lemondott és Angliába költözött. 1954 és 1962 között Skóciában gépgyári tisztviselő volt. 1964-től 1979-ig egy londoni műszaki főiskola előadójaként működött. 1979-ben nyugdíjba vonult.
Sírja a Kerepesi temetőben található.

## Munkássága
Aldous Huxley, Virginia Woolf, Charles Morgan műveinek magyarra fordítója volt. Donáth Ferenc, Bibó István, Kis János, Vajda Mihály, Haraszti Miklós, Konrád György szamizdat írásait fordította angolra.

## Magánélete
1938-ban házasságot kötött Balázs Katalinnal. Két gyermekük született: György András (1939–2021) és Katalin Anna Veronika (1942).

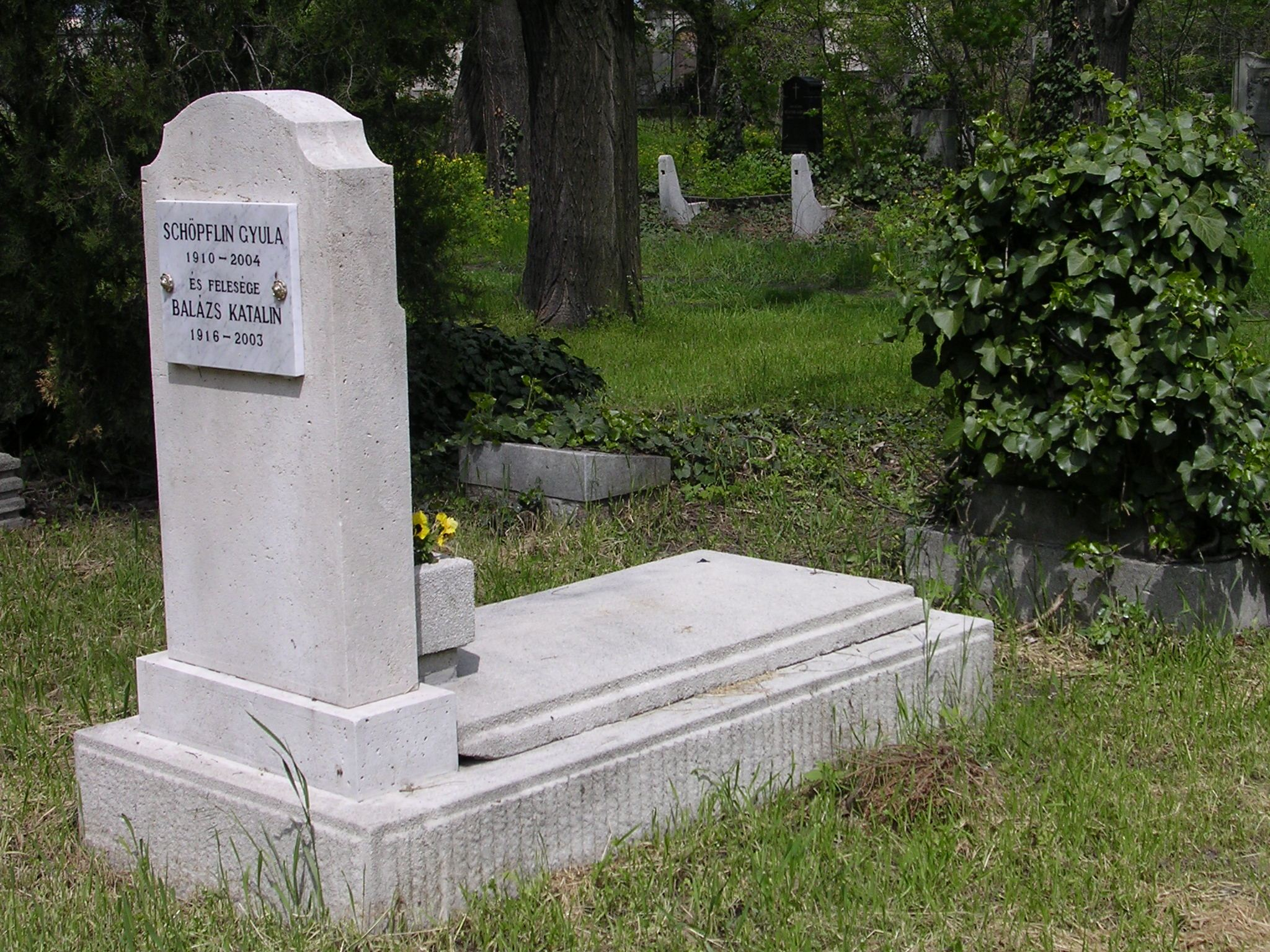
Sírja a Fiumei úti sírkertben 2005-ben (33-2-42)

## Művei
- Budapest nem felel (regény, 1941)
- Börzsönyi hó (novellák, 1945)
- A korszerű rádió (1947)
- A korszerű rádió dramaturgiája (1947)
- Szélkiáltó (emlékezések, 1983)
- Marokszedés (esszék, tanulmányok, 2000)

## Műfordításai
- A. Bennett: Vasúti baleset (regény, 1933)
- H. R. Major: A végzet katonái (regény, 1938)
- E. N. Marais: A fehér hangya lelke (1939)
- Aldous Huxley: És múlnak az évek (regény, 1941)
- W. E. Aughinbaugh: Öt világrész orvosa (regény, 1942)
- Aldous Huxley: A szerelem útjai (regény, 1942)
- Charles Morgan: A láng (regény, 1942)
- O. Schreiner: Afrikában történt (regény, 1942)
- Charles Morgan: Az utazás (regény, 1943)
- K. Pinkerton: Asszony a vadonban (regény, 1943)
- J. Van Druten: Rivaldafény (regény, 1943)
- Virginia Woolf: Clarissa (regény, 1947)

## Díjai, kitüntetései
- Nagy Imre-emlékplakett (1996)
- A Magyar Köztársasági Érdemrend tisztikeresztje (1996)